# Cariblatta lutea
Cariblatta lutea är en kackerlacksart som först beskrevs av Henri Saussure och Leo Zehntner 1893.  Cariblatta lutea ingår i släktet Cariblatta och familjen småkackerlackor.

## Underarter
Arten delas in i följande underarter:
- C. l. lutea
- C. l. minima